# Jereb Ervin
Jereb Ervin (Budapest, 1928. április 18. – Budapest, 1996. december 23.) magyar zeneszerző.

## Életpályája
Tanulmányait önműveléssel végezte, 1957-től a Magyar Rádió zenei rendezője lett. Írt rádióoperát (Botrány az Ingeborg hangversenyen Szomory Dezső színműve alapján, 1979), kísérőzenéket, filmzenéket. Világsikere a Godzilla's Revenge (All Monsters Attack) film főcímzenéje (Crime Fiction címmel is ismert). Művei közül a rézfúvósokra írt művei váltak híressé. Az általa alapított Jereb Ensemble tánczenekar a 60-as 70-es évek magyar szimfonikus könnyűzenéjében az egyik vezető együttes volt. Ebben a műfajban több mint száz darabot írt, a legnépszerűbbé a Vidámpark c. szvitje, különösen annak slágere, a Hullámvasút c. tétel vált. Első díjat nyert az anconai zeneszerző versenyen.